# David James (homme politique)
Pour les articles homonymes, voir David James (homonymie) et James.
David Noel James, baron James de Blackheath (né le 7 décembre 1937) est un homme d'affaires britannique, un repreneur d'entreprises et un pair conservateur.

## Carrière
James a une carrière variée dans la City de Londres. Il se forme à la Lloyds Bank entre 1959 et 1964, rejoignant l'équipe de lancement de Ford Credit dans la dernière année. Il est ensuite administrateur de nombreuses sociétés, souvent en difficulté, pour aider à leur redressement: en 1973, il rejoint Cork Gulley pour sauver Cedar Holdings; en 1989, il est nommé président d'Eagle Trust; et détient d'autres mandats d'administrateur à British Shoe Corporation, au groupe LEP, Dan-Air, North Sea Assets et Central & Sheerwood.
Pendant qu'il travaille pour Eagle Trust, il déclenche l'affaire des super-fusils irakiens. En visitant l'usine Walter Somers appartenant à Eagle à Halesowen en 1990, il remarque le museau de ce qui semblait être un gros canon. Il informe le MI6, leur donnant l'une de leurs premières pistes. Il sert un temps sous David Rowland au Conseil de Lloyd's.
À la fin de 2000, James est nommé président du Dôme du Millénaire alors en difficulté, un poste de premier plan, et est crédité d'avoir sauvé l'attraction de l'effondrement financier. En 2005, il tente de faire une offre pour les constructeurs automobiles en difficulté MG Rover.
Avant les élections générales de 2005, James mène un examen pour le Parti conservateur qui identifie 35 milliards de livres d'économies du secteur public. Les chiffres contestés sont largement utilisés par le chef conservateur de l'époque, Michael Howard. Après la défaite des conservateurs face au parti travailliste, Howard et le chancelier fantôme George Osborne nomment James à la tête d'un nouveau comité conservateur pour surveiller la façon dont le gouvernement Blair tient ses promesses de réduire les coûts.
En avril 2006, il est créé pair à vie par le Parti conservateur. La nouvelle est révélée dans une liste divulguée par le Times qui conduit finalement au scandale Cash for Peerages. James lui-même a donné une somme relativement modeste aux conservateurs. Il est créé baron James de Blackheath, de Wildbrooks dans le comté de Sussex de l'Ouest le 9 juin 2006.
En novembre 2010, Lord James affirme à la Chambre des lords avoir été approché par une organisation secrète «très riche», que James appelle uniquement «Foundation X», disposée à prêter des milliards de livres, sans intérêt, au Royaume-Uni.
James exprime ses préoccupations concernant la gestion financière des Jeux olympiques de Londres 2012.
Il travaille comme consultant pour Cerberus Capital Management.
Lord James est marié à une femme de Leeds mais n'a pas d'enfants. Il a un intérêt particulier pour la musique et le cricket. Il est président du British Racing Club of horse.